# Anthophora vidua
Anthophora vidua är en biart som beskrevs av Johann Christoph Friedrich Klug 1845. Den ingår i släktet pälsbin och familjen långtungebin. Inga underarter finns listade i Catalogue of Life.

## Beskrivning
Endast honan har beskrivits.
Ett stort bi, med en längd mellan 16 och 18 mm. Grundfärgen är svart på ovansidan; sterniterna, segmenten på bakkroppens undersida, är vanligen mörkt rödbruna. Pälsen är överallt svarthårig, utom i bakkanten på första och ibland andra tergiten (segmenten på bakkroppens ovansida), där den har vita hårband.

## Ekologi och utbredning
Som alla i släktet är Anthophora vidua ett solitärt bi och en skicklig flygare. 
Den är vitt spridd i Egypten, och förekommer också i Marocko, Israel och Jordanien. 